# Love Birds – Ente gut, alles gut!
Love Birds – Ente gut, alles gut! (Originaltitel: Love Birds) ist eine neuseeländische romantische Komödie aus dem Jahr 2011 mit dem neuseeländischen Stand-up-Komiker Rhys Darby und der britischen Golden-Globe-Gewinnerin Sally Hawkins. Regie führte Paul Murphy, das Drehbuch schrieb Nick Ward. Der Film wurde am 24. Februar 2011 veröffentlicht.

## Handlung
Doug, ein neuseeländischer Baupolier, führt ein perfektes Leben ohne Sorgen, bis ihn seine langjährige Freundin Susan verlässt, da er keine Verantwortung übernimmt. Dann entdeckt er eine verletzte Ente, die er einfängt, um sie gesund pflegen zu lassen. Doch niemand nimmt ihm das Tier ab. Mit ihr macht Doug sich auf eine neue Lebensreise. Als er die Ente untersuchen lassen will, lernt er die Tierärztin Holly kennen.
Obwohl sie sich von Anfang an sympathisch sind, dauert es eine Weile, bis sie zusammen finden. Anfangs ist der Sohn von Holly gegen die Beziehung seiner Mutter. Susan will Doug nach seiner positiven Veränderung zurückgewinnen und lädt ihn zum Essen ein. Sie hat aber mit einem Freund von Doug geschlafen. Daraufhin ist die Beziehung mit Holly zerstört.
Als Pierre, die Ente, wieder fliegt, kann Doug Holly wieder zurückgewinnen.

## Kritiken
Love Birds erhielt gemischte Kritiken bei der Veröffentlichung von Kate Rodger von TV3, in denen sie sagte, die Geschichte fühle sich „ein wenig mühsam an, genau wie der Humor“, und gab ihr zweieinhalb von fünf Sternen. Russell Baillie vom New Zealand Herald lobte den Film jedoch mit 4 von 5 Punkten und nannte ihn eine „liebenswert witzige, wenn auch mit Zucker überzogene romantische Komödie“. Graeme Tuckett von der Dominion Post gab dem Film auch 4 von 5 Punkten und sagte: "Love Birds macht das, was es macht, gut. Da ist Queen auf dem Soundtrack, Liebe in der Luft und beim Abspann wahrscheinlich ein Lächeln auf deinem Gesicht."
Trotz der insgesamt gemischten Kritiken des Films erhielt Rhys Darby eine überwältigend positive Resonanz mit Kritikern, die wie folgt zitiert wurden: „Rhys Darby stiehlt die Show erneut, aber in einer ganz anderen Rolle als wir es gewohnt sind. Er spielt die relativ gerade Rolle eines typischen Kiwi-Typen, aber mit Charme und Sympathie, der sich am Bildschirm nicht verbergen lässt.“ und „Er ist ein umgänglicher, glaubwürdiger und äußerst überzeugender Schauspieler- und allein auf dieser Grundlage ist er für noch größere Dinge bestimmt.“
Cinema bezeichnet den Film als „filmgewordene Schnabeltasse“. „Bis zum vorhersehbaren Ende lahmt nicht nur das Federvieh. […] die betulich inszenierte Low-Budget-Komödie aus Neuseeland rockt nicht.“
Kino.de meint, dass es eine putzige Romantikkomödie aus Neuseeland um die wundersame Resozialisierung eines netten Taugenichts ist.

## Trivia
Der Film ist mit der Musik der Rockband Queen (u. a. Somebody to love, Who wants to live forever, Bicycle Race, Flash) untermalt.
Im Abspann tanzen, singen bzw. musizieren alle Schauspieler aus dem Film zum Playback des Queen-Songs Princes of the Universe, dem Titelsong zum Film Highlander und zur gleichnamigen Fernsehserie.
Die Rolle der Cricketspielkommentatoren übernahmen Allan Border und Ian Smith.